# 秦基偉
秦 基偉（しん きい、簡体字：秦基伟、繁体字：秦基偉、英語：Qin Jiwei、チン・ジウェイ、1914年11月16日 - 1997年2月2日）は、中華人民共和国の政治家、軍人。上将。軍歴を重ねて北京軍区司令員、国防部長などを歴任した。一級八一勲章・一級独立自由勲章・一級解放勲章・一級紅星功勲栄誉章など、多数の叙勲がある。

## 概要
1914年11月16日に湖北省黄安県に誕生する。生地の紅安県は中国人民解放軍の将軍を多数選出した地とされる。

## 来歴
- 1914年11月 湖北省黄安県に誕生する。
- 1955年 中将に任じられる。
- 1973年 成都軍区司令員
- 1975年10月 北京軍区司令員
- 1988年 第7代国防部長に就任する。
- 1988年 上将に任じられる。
- 1997年2月2日 北京にて死去。享年82。